# سه‌کاکو
سه‌کاکو شهری در شهرستان سیبی در استان باله در بورکینافاسوی جنوبی است و جمعیت آن ۲۵۱۶ نفر است.